# Marieholms kyrka
För kyrkan i orten Marieholm i Skåne, se Reslövs kyrka.
Marieholms kyrka är en kyrkobyggnad i Marieholm i Växjö stift. Den tillhör Åsenhöga församling

## Kyrkobyggnaden
Ett större magasin i sten byggdes om till brukskyrka i början på 1960-talet. Ombyggnaden ritades av arkitekt Ludvig Seda i  Värnamo. Kyrkan invigdes 1963. 
Till det ursprungliga magasinet har det byggts till ett vapenhus. Den tunga träporten med sin smidda kläpp och hyvlade panel lagd i prismatiskt mönster kommer från den gamla kyrkan i Åsenhöga och togs tillvara när den kyrkan revs.
Exteriört finns på gavlarna inmarkerade kors i blinderade friser.
Klockstapeln vid sidan om kyrkan tillkom på 1980-talet.

## Orgel
- 1962 bygger Åkerman & Lund, Knivsta en mekanisk orgel.

| Manual            | Pedal   |
| Gedackt8'         | Bihängd |
| Rörflöjt 4'       |         |
| Principal 2'      |         |
| Sifflöjt 1 1/3' D |         |
| Sifflöjt 1' B     |         |